# Gommose

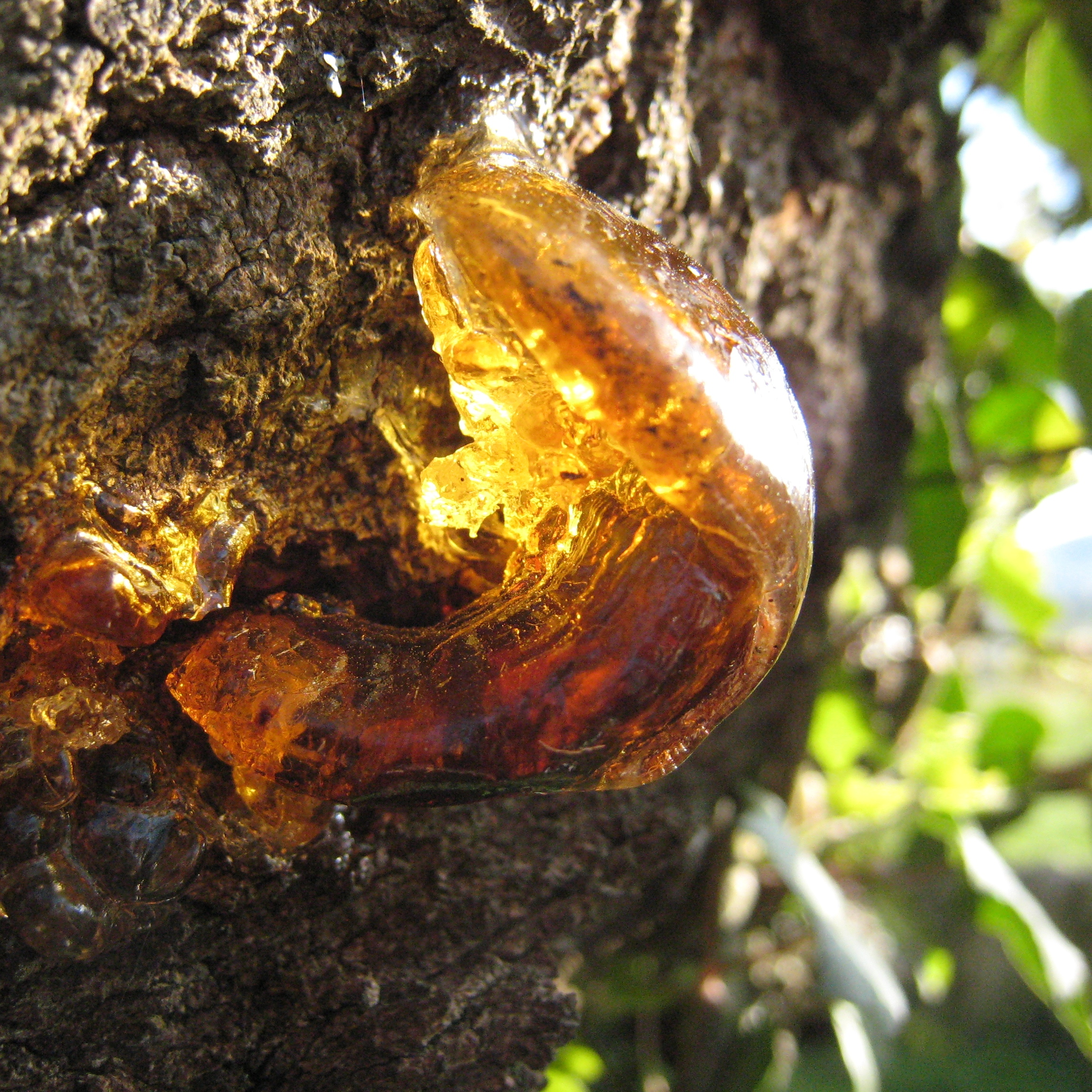
Plaque de gomme

La gommose est une maladie des plantes qui se caractérise par l'écoulement d'une substance gommeuse à la surface de branches ou du tronc de certains arbres. Cet exsudat végétal est une gomme naturelle qui fait partie des défenses de l'arbre (barrière de compartimentation).
Cette maladie d'origine physiologique ou parasitaire affecte plus particulièrement certains arbres à feuilles caduques, notamment les arbres fruitiers à noyau du genre Prunus (cerisiers, pruniers, abricotiers et pêchers) et quelques autres, comme les agrumes. La gommose des arbres fruitiers produisait les « gommes nostras ».

## Rôle
Le symptôme de production de gomme (ou « gommose ») est en réalité un moyen de défense de l'arbre contre une agression extérieure d'origine physique (blessures, branche cassée par le vent, gel) ou contre une agression biotique (insectes, microorganismes).

## Types de gommose
Le terme « gommose » désigne également un certain nombre de maladies cryptogamiques ou bactériennes, dont :
- gommose de la canne à sucre, Xanthomonas axonopodis pv. vasculorum ,
- gommose de la myrtille, Botryosphaeria dothidea,
- gommose des agrumes, Phytophthora palmivora,
- gommose des agrumes, Phytophthora nicotianae var. parasitica,
- gommose des agrumes, Botryosphaeria ribis,
- gommose des citrus, Phytophthora citrophthora,
- gommose du pêcher, Botryosphaeria dothidea.

## Symptômes
L’arbre semble perdre de la sève à travers l’écorce au niveau du tronc et des branches principales, créant des boursouflures sous l'écorce de l'arbre et des plaques transparentes jaune clair d'épaisseur variable sur l'écorce. Il ne s'agit pas en fait de sève mais de gomme naturelle présentant un aspect visqueux et se durcissant peu à peu à l'air. Cette gomme naturelle est un mucus polysaccharidique issu de la dégradation des réserves amylacées de la plante.

## Origine
La gommose peut être due à de nombreux facteurs :
- pédologique : sol lourd et imperméable ou sol pas assez ou trop riche en engrais azoté
- entretien : taille trop sévère
- accident : blessure de grêle, gel
- parasitaire : monilia (champignon), maladie criblée (champignon),  xylébores (insecte), pseudomonas (bactérie) …

Le champignon responsable (Cytospora, Botryosphaeria dothidea) est un champignon lignicole, dont les spores pénètrent à l’intérieur du végétal, à la suite de blessures infligées aux branches ou à l'écorce pour une raison quelconque : taille, cassure de branche, éclatement de l'écorce, griffure animale, attaque d'insectes, gel. Ces spores se développent et forment un mycélium qui envahit et détruit le bois structurant de l’arbre dont il se nourrit.
Même si la circulation de la sève se fait par les parties vivante situées juste sous l’écorce, et que ce champignon s'attaque lui au bois de duramen (bois de cœur) , le champignon fragilise de fait le squelette de l’arbre, qui est petit à petit détruit. L'arbre sera de plus en plus souvent sujet aux cassures de branches, et donc plus vulnérable aux attaques bactériennes, de champignons, ou d'insectes. Aussi, l'arbre contaminé continue à vivre et à donner des fruits, mais la gommose - non directement mortelle - condamne parfois l'arbre.
Le plus généralement, la maladie vient à la suite d'une taille de branche maladroite. Les bonnes pratiques préventives sont donc essentielles.  

## Traitements de l'arbre
Il n'y a pas de traitement connu mais il est possible d'affaiblir le champignon. Lorsque ce champignon a pénétré dans les tissus vivants de l’arbre, l'arbre est structurellement en voie d'affaiblissement, et est souvent condamné à moyen ou à long terme.
Précautions préventives
En règle générale les arbres à noyaux ne se taillent pas ou très peu. Si la taille est vraiment nécessaire, il est conseillé de l'exécuter en automne, avec des outils de taille désinfectés, et en remplissant immédiatement les plaies créées par du mastic qui empêchera l'installation du champignon.
En cas de cassure de branches, il convient de retailler proprement la branche, de désinfecter, et de mastiquer la plaie.
Traitement de nettoyage
Inutile de tenter un curage de ces chancres gommeux, vous ne réussirez pas à faire mieux que l'arbre. En revanche, il faut identifier la cause de cette gommose pour pouvoir la combattre si elle est d'origine parasitaire (la gomme est alors souvent un peu trouble).
- dans ce cas, nettoyer les écoulements de gomme : curer à l'aide d'un instrument tranchant et propre jusqu'au bois sain ;
- mettre un emplâtre à action chimique : avec vinaigre de vin rouge et sel (20g/l) ou emplâtre de feuilles d'oseilles fraîches ;
- recouvrir de mastic à action physique (obstruant) et cicatrisant : résine de pin ou goudron de Norvège.

Les résultats ne sont pas garantis.
Traitement d'hiver (soutien)

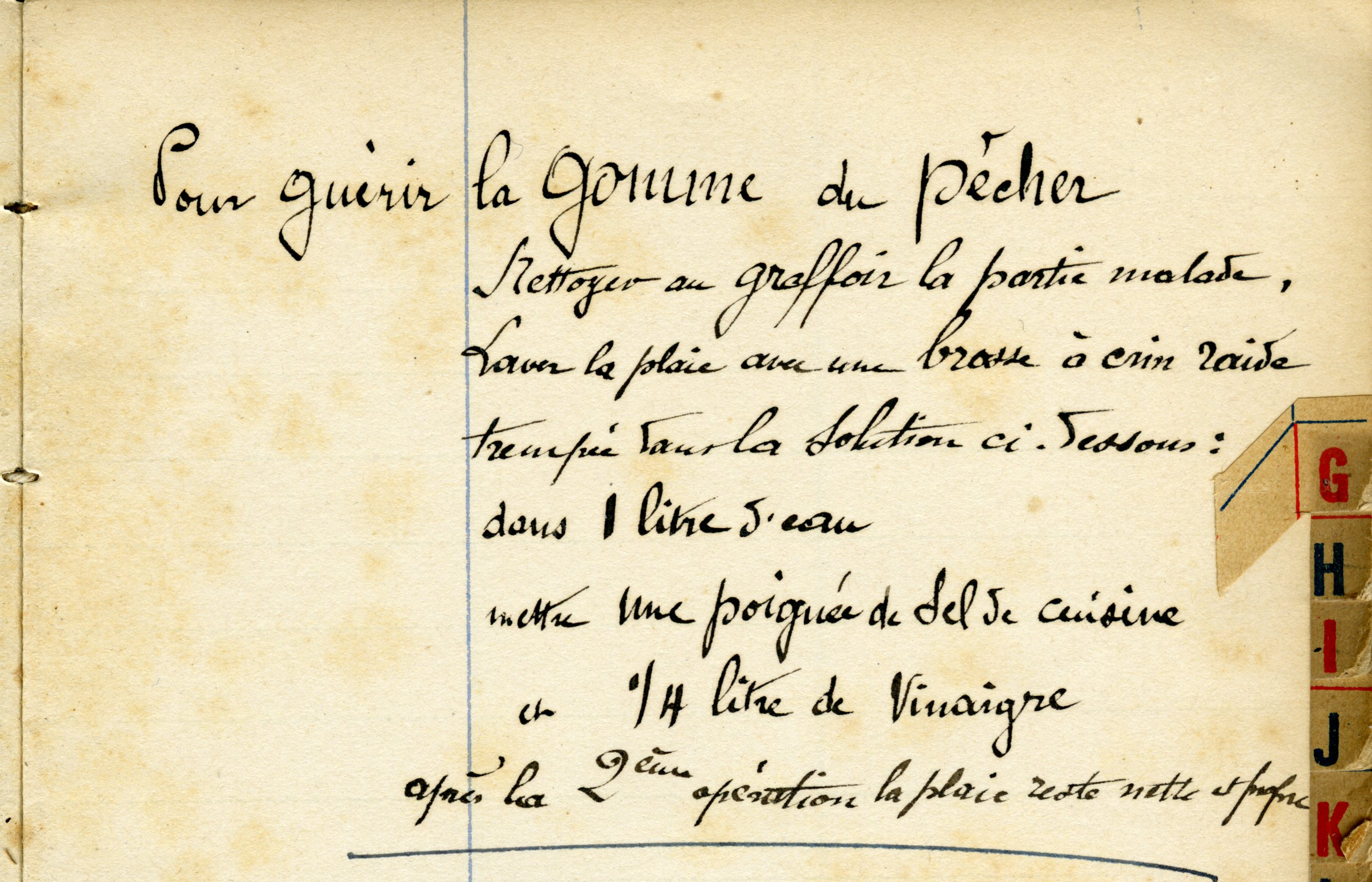
Ancien traitement contre la gommose du pêcher (Chablais français, fin XIXe siècle)

En hiver, afin de protéger le plant fragilisé de nouvelles agressions, faire des pulvérisations de bouillie bordelaise (solution de sels de cuivre) à ~30-40g/Litres.